# Albatros à nez jaune de l'océan Indien
Thalassarche carteri
Pour les articles homonymes, voir Albatros à nez jaune et Albatros.
Ne doit pas être confondu avec Albatros à nez jaune de l'océan Atlantique.
Espèce
Statut de conservation UICN

 EN A4bde : En danger
L'Albatros à nez jaune de l'océan Indien  (Thalassarche carteri), également appelé Albatros de Carter ou Albatros de l'océan Indien, est une espèce d'oiseaux de mer de la famille des Diomedeidae.
Ce petit albatros était autrefois considéré comme conspécifique avec l'albatros à nez jaune de l'océan Atlantique et connu sous le nom d'albatros à nez jaune. Certaines autorités considèrent toujours ces taxons comme conspécifiques.

## Description

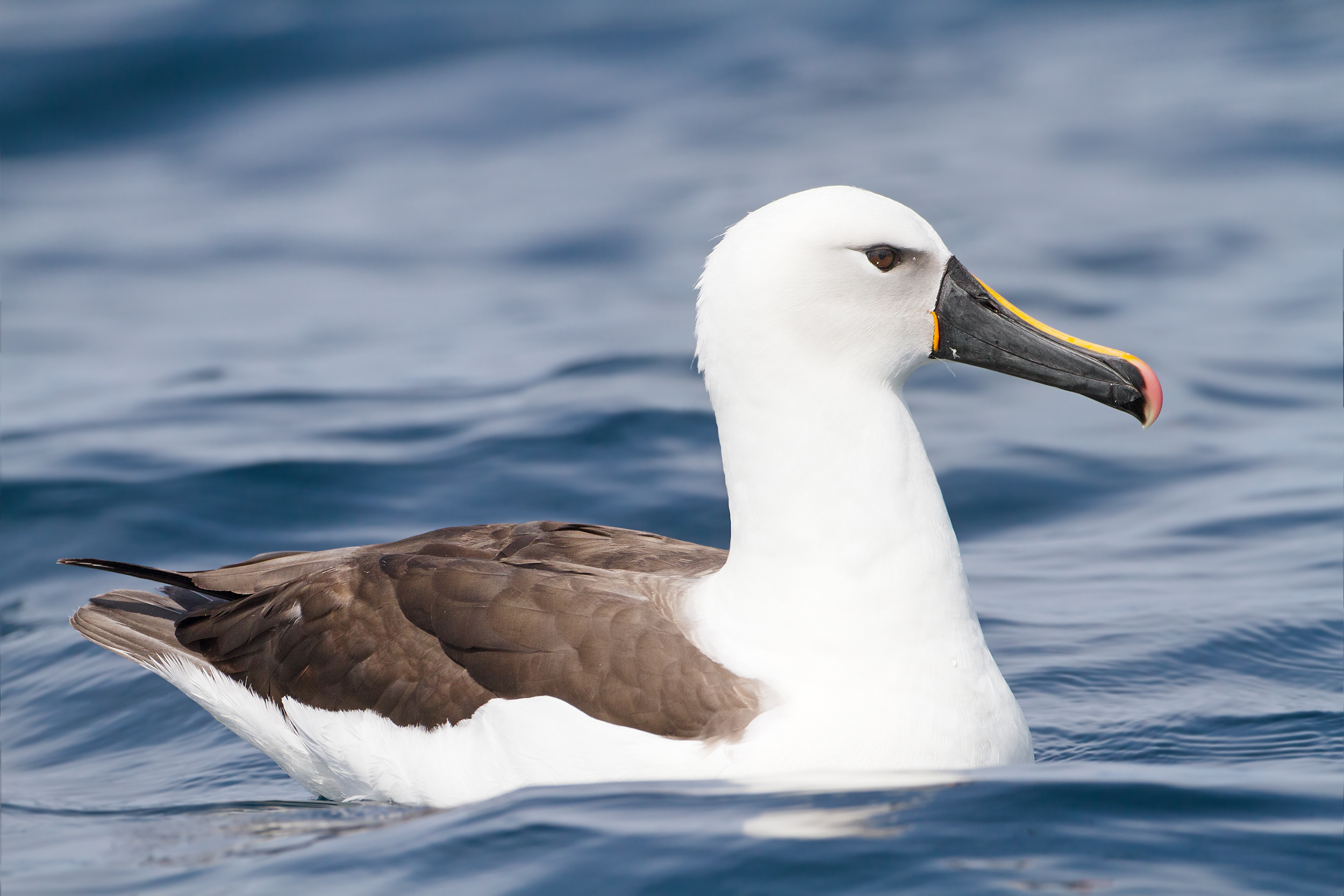
Albatros de Carter en Tasmanie (Australie).

Cet albatros pèse de 1,9 à 2,8 kg pour une envergure de 180 à 200 cm.
La tête est blanche avec une zone grise limitée à la face. La mandibule supérieure présente une ligne jaune très étroite à la base du bec.

## Répartition
Thalassarche carteri niche sur Saint-Paul et Amsterdam, Marion et Prince-Edouard, Crozet et îles Kerguelen.

## Source
- Todd F.S. & Genevois F. (2006) Oiseaux & Mammifères antarctiques et des îles de l'océan austral. Kameleo, Paris, 144 p.